# Thaumaleus zetlandicus
Thaumaleus zetlandicus är en kräftdjursart som beskrevs av T. Scott 1904. Thaumaleus zetlandicus ingår i släktet Thaumaleus och familjen Monstrillidae. Inga underarter finns listade i Catalogue of Life.